# Les Nouveaux Monstres
Série
Les Monstres
(1963)
Pour plus de détails, voir Fiche technique et Distribution.
Les Nouveaux Monstres (I nuovi mostri) est un film italien composé de douze sketchs (quatorze dans la version originale) réalisés par Mario Monicelli, Dino Risi et Ettore Scola, sorti en 1977.
C'est une suite des Monstres, réalisé en 1963 par Dino Risi.

## Synopsis
Les Nouveaux Monstres présentent, sous une forme presque toujours burlesque, une douzaine de tableaux sombres et amers mettant en scène l’évolution de la société dans des situations encore plus immorales que dans Les Monstres de 1963. La version italienne comporte deux tableaux supplémentaires inédits en France, intitulés Il Sospetto et Con i saluti degli amici.
Les intellectuels, l'Église, la domination masculine continuent à être les cibles favorites de Dino Risi. Il s'agit de rendre compte de la désillusion ambiante. Dans ce second film, la brutalité et la crudité atteignent de nouveaux sommets.

## Liste des sketchs
Les trois réalisateurs refusent de signer les sketchs en solidarité avec le scénariste Ugo Guerra atteint de graves problèmes de santé. Ettore Scola raconte bien des années plus tard qu'en fait, les trois cinéastes étaient sur le tournage et décidaient au dernier moment quelle séquence (et non quel sketch) ils allaient réaliser dans la journée[réf. souhaitée]. 

### 1 Le pinson du Val Padouan
Adriano est un impresario hyperactif, faisant travailler à outrance sa femme Fiorella, chanteuse pour fêtes populaires. Lorsque sa femme manifeste des douleurs dans la gorge dues au surmenage et l'empêchant de chanter, donc d'honorer ses engagements, il insiste auprès du chirurgien pour la faire opérer en urgence. Le résultat est catastrophique. Adriano a alors l'idée de provoquer un accident d'escalier dont sa femme sera victime. Fiorella, les jambes fracturées, se produit dans un fauteuil roulant et son public est conquis ! (Ettore Scola)

### 2 Tantum ergo
Coincé dans un village en raison d'une panne de sa limousine, un cardinal découvre qu'un abbé sans soutane a transformé l'église en lieu de débat à tendance rouge. L'abbé tente de rassembler ses ouailles autour d'un combat politique, mais ces paroissiens sont furieux contre l'administration qui refuse de réhabiliter les logements. Le vote démocratique qu'il leur propose ne fait que maintenir la division et la colère. Invité à donner son avis, le cardinal ramène le calme et plonge les paroissiens dans un état de piété, non en leur proposant des solutions matérielles, mais en leur rappelant que leur situation injuste est la promesse d'un bonheur éternel au ciel. Alors que les cloches de l'église sonnent et que le cardinal s'éclipse dans sa limousine réparée, l'abbé lui lance « Vous nous avez encore possédés ! ». (Ettore Scola)

### 3 Auto-stop
Un représentant de commerce prend en stop une jolie jeune fille et lui fait des avances de plus en plus pressantes. Cherchant un moyen d'échapper à ce harcèlement, la jeune fille le menace d'un sèche-cheveux caché dans son sac à main en lui faisant croire que c'est un révolver et lui ordonne de conduire en se tenant tranquille. Secouée par un chemin caillouteux sur lequel l'homme s'était engagé, la voiture tombe en panne. Le conducteur sort son révolver et abat froidement la jeune femme. La police arrivée sur les lieux le rassure : il était en état de légitime défense, il paie ses impôts : il n'a rien à craindre. (Mario Monicelli)

### 4 Enlèvement d'une personne chère
Devant les caméras installées chez un homme dont la femme vient d'être enlevée, le mari effondré enregistre un appel aux ravisseurs, les suppliant de l'appeler au téléphone, promettant qu'en échange, ils auront tout ce qu'ils voudront. Quand l'équipe de télévision quitte l'appartement, on s'aperçoit que l'homme avait coupé les fils du téléphone. (Ettore Scola)

### 5 Premiers soins
Rome, le soir. Un aristocrate en Rolls-Royce se rend à une réunion où on doit débattre sur le « schisme de Lefebvre ». Ne trouvant pas son chemin, il se propose de demander de l'aide à un homme couché au pied d'un monument. Cet homme a en fait été renversé par une voiture et monte de lui-même péniblement dans la Rolls, sans l'autorisation du conducteur. Il reste à celui-ci à déposer le blessé dans un hôpital. Mais le premier affiche complet ; le deuxième, un établissement religieux, ne reçoit aucune urgence la nuit venue ; et le troisième est réservé aux militaires. L'aristocrate en désespoir de cause va remettre le blessé là où il l'a trouvé. (Mario Monicelli)

### 6 Grand garçon à sa petite maman
Deux clochards, la mère et son fils, déambulent dans Rome, s'amusent, font des farces, ramassent du crottin de cheval et autres détritus, assistent à un spectacle de marionnettes, et rentrent le soir dans un hangar plein d'ordures, dont ils augmentent le remplissage par leur collecte du jour. (Dino Risi)

### 7 Citoyen exemplaire
Un homme qui rentrait chez lui voit un homme battu et poignardé par trois agresseurs. Il attend que les malfaiteurs soient partis, monte chez lui et déguste, comme si rien n'était, un bon plat de spaghettis Amatriciana en famille en regardant la télévision. (Ettore Scola)

### 8 Pornodiva
En échange d'une prime généreuse, et après quelques hésitations, un père et une mère signent un contrat auprès d'un producteur de cinéma engageant leur fille de sept ans pour tourner un film porno avec un petit singe. (Dino Risi)

### 9 Comme une reine
Franchino accompagne sa mère, âgée mais toujours lucide, dans une maison de retraite religieuse où il est connu que les pensionnaires sont abandonnés par les familles et maltraités par le personnel. (Ettore Scola)

### 10 Auberge!
Un serveur et un cuisinier, qui sont amants, se bagarrent dans les cuisines d'un restaurant connu des snobs pour servir une authentique cuisine rustique. Ils se font une scène de ménage et se jettent de la nourriture et divers objets. Mais on finit par se remettre à la cuisine, et tous les ingrédients sont mélangés. Dans la salle, les consommateurs trouveront tout cela délicieux ! (Ettore Scola)

### 11 Sans paroles
Une hôtesse de l'air en escale se laisse séduire par un charmant jeune homme du type latin lover, ne parlant aucune langue européenne. Il alimente son beau mystère en répondant à la jeune femme, qui lui demande d'où il vient, par le simple geste de poser une miette de pain sur le bleu d'un océan d'un planisphère, exprimant ainsi qu'il vivait sur une île paradisiaque. Alors qu'elle va repartir pour une autre destination, le jeune homme lui offre un mange-disque faisant entendre Ti amo, la chanson sur laquelle ils ont dansé la veille au soir. Au journal télévisé diffusé dans un café, on informe que l'avion a explosé au décollage, et que l'on a découvert qu'un tourne-disque avait caché une bombe. L'homme, qui regardait l'écran, repart satisfait. (Dino Risi)

### 12 L'éloge funèbre
Les membres d'une troupe de comédiens ambulants accompagnent au cimetière leur leader qui vient de décéder. Après un éloge funèbre plutôt classique où on pleure beaucoup, l'ambiance devient subitement débridée lorsque l'on se met à évoquer les numéros comiques et burlesques, et toute la troupe se met à chanter et à danser autour de la tombe du disparu sous les regards amusés et bienveillants des visiteurs du cimetière et des ouvriers réparant le mur d'enceinte. (Dino Risi)

## Fiche technique
- Titre : Les Nouveaux monstres
- Titre original : I nuovi mostri
- Réalisation : Mario Monicelli, Dino Risi et Ettore Scola[2]
- Scénario : Agenore Incrocci, Ruggero Maccari, Giuseppe Moccia, Ettore Scola et Bernardino Zapponi
- Production : Pio Angeletti et Adriano De Micheli (pour Dean Films)
- Musique : Armando Trovajoli
- Photographie : Tonino Delli Colli
- Décors : Luciano Ricceri
- Montage : Alberto Gallitti
- Distribution : A.M.L.F.
- Pays de production : Italie
- Format : couleurs - 1,85:1 - Stéréo - 35 mm
- Genre : Comédie
- Durée : 115 minutes
- Dates de sortie :
  - Italie : 15 décembre 1977
  - France : 3 mai 1978
- Affiche : René Ferracci (France)

## Distribution
- Vittorio Gassman (VF : Jean-Claude Michel) : le cardinal / le citoyen exemplaire / un cuisinier / le mari de la femme enlevée[2]
- Ornella Muti : l'auto-stoppeuse / l'hôtesse de l'air[2]
- Alberto Sordi (VF : Georges Aminel) : le snob à la Rolls-Royce blanche / le comédien du cimetière / le fils emmenant sa mère à l'asile[2]
- Ugo Tognazzi (VF : Jacques Deschamps) : le mari de la chanteuse / un cuisinier / le grand garçon[2]
- Gianfranco Barra : le mafieux
- Orietta Berti (VF : Monique Thierry) : Fiorella, la chanteuse qui perd sa voix
- Luigi Diberti (VF : Dominique Collignon-Maurin) : Paolo Arnoldi, le prêtre ouvrier
- Eros Pagni (VF : Claude Joseph) : l'automobiliste goujat / le père qui exploite sa fille
- Yorgo Voyagis : le terroriste
- Alfredo Adami (it) : l'automobiliste / le père de la petite diva
- Francesco Anniballi (VF : Alain Dorval) : le paroissien costaud qui reçoit une baffe magistrale
- Ayce Nana Nur : la princesse Altoprati, que Belmonte accompagne à une soirée
- Paolo Baroni : le prêtre
- Luciano Bonanni (VF : Georges Atlas) : l'homme qui agonise dans sa voiture
- Patrizia De Clara (VF : Paule Emanuele) : la sœur Liberata, qui officie à l'hospice
- Fiona Florence (VF : Michèle Bardollet) : Luisetta, la mère de la fillette a qui on veut faire tourner un porno
- Margherita Horowitz : l'actrice
- Nerina Montagnani (VF : Lita Recio) : la vieille clocharde / une cliente de l'auberge
- Adelina Provin (VF : Héléna Manson) : la mère que son fils emmène à l'hospice / une nonne
- Antonio Spaccatini (VF : Bernard Musson) : le père d'Adriano / le chirurgien qui soigne Fiorella / un spectateur dans la salle de danse
- Carla Todero : la collègue de l'hôtesse de l'air
- Vittorio Zarfati (VF : René Roussel) : le producteur du film porno
- Torindo Bernardi (VF : Claude Bertrand) : le cafetier à sourcils burlesques / le bijoutier / un client de l'auberge (non crédité)

## Autour du film
- Dans le sketch Premiers soins, l'aristocrate en Rolls croit reconnaître un monument à la gloire de Mussolini, en réalité le monument en question a été élevé à la gloire de Giuseppe Mazzini, l'un des fondateurs de l'unité italienne.
- En Italie, il n'existe aucun « Val Padouan » ; le titre de l'épisode correspondant est une mauvaise traduction de l'italien L'uccellino della Val Padana, la Val padana (ou Pianura padana) étant la Plaine du Pô, n'ayant rien à voir avec la ville de Padoue et ses habitants, les Padouans. D'ailleurs, avec évidence, l'épisode se déroule en Émilie, terre d'origine d'Orietta Berti, qui joue l'héroïne de ce sketch.
- Le film a été financé pour venir en aide au scénariste Ugo Guerra, gravement malade à l'époque, et lui payer ainsi les soins médicaux dont il avait besoin[1].

## Récompenses et distinctions
- Nomination à l'Oscar du meilleur film étranger en 1979.